# Ephemerellina barnardi
Ephemerellina barnardi is een haft uit de familie Teloganodidae. De wetenschappelijke naam van de soort is voor het eerst geldig gepubliceerd in 1924 door Lestage.
De soort komt voor in het Afrotropisch gebied.